# جورج بي. تشادويك
جورج بي. تشادويك (بالإنجليزية: George B. Chadwick)‏ هو لاعب كرة قدم أمريكية أمريكي، ولد في 11 يونيو 1880 في بروكلين في الولايات المتحدة، وتوفي في 17 أكتوبر 1961.